# 中村弘道
中村 弘道（なかむら ひろみち、1961年11月1日 - ）は、三重県伊勢市出身の元プロ野球選手（投手）。

## 来歴・人物
宇治山田商業高では、2年生の時にエースとして1978年夏の甲子園に出場。1回戦で南陽工業高の津田恒美と投げ合うが完封負け。翌1979年春季中部大会に進むが、1回戦で静岡学園高に敗退。同年夏は県予選準々決勝で上野高に敗れ、甲子園には出場できなかった。高校時代に完全試合を2度経験している。
高校卒業後は、社会人野球の北海道拓殖銀行に入社。1984年の都市対抗野球では高校先輩の竹内昭文（のち法大、シダックス監督）とバッテリーを組む。1回戦では四国銀行から6連続三振を奪い、竹内の満塁本塁打もあって快勝。2回戦でも先発し川崎製鉄水島を降す。準決勝では日産自動車の久保恭久と投げ合うが惜敗した。
1985年のプロ野球ドラフト会議で南海ホークスから2位指名を受け入団。
プロ1年目の1986年から中継ぎとして14試合に登板し、翌1987年も中継ぎで10試合に登板する。1988年は一軍登板機会がなく、翌1989年6月に白井孝幸と共に西村英嗣・江本晃一との交換で中日ドラゴンズに移籍する。中日では8月15日の対広島東洋カープ戦（広島市民球場）で登板するが、川口和久に中前打されて降板し、この1試合のみの出場に終わる。同年11月23日に小美濃武芳（任意引退）・荒川哲男・清水宏臣（練習生）とともに球団から戦力外通告を受け、同年限りで現役を引退した。
全日本大学野球連盟学生野球指導登録者。

## 詳細情報

### 年度別投手成績
| 年 度    | 球 団    | 登 板 | 先 発 | 完 投 | 完 封 | 無 四 球 | 勝 利 | 敗 戦 | セ 丨 ブ | ホ 丨 ル ド | 勝 率 | 打 者 | 投 球 回 | 被 安 打 | 被 本 塁 打 | 与 四 球 | 敬 遠 | 与 死 球 | 奪 三 振 | 暴 投 | ボ 丨 ク | 失 点 | 自 責 点 | 防 御 率 | W H I P |
| -------- | -------- | ----- | ----- | ----- | ----- | -------- | ----- | ----- | -------- | ----------- | ----- | ----- | -------- | -------- | ----------- | -------- | ----- | -------- | -------- | ----- | -------- | ----- | -------- | -------- | ------- |
| 1986     | 南海     | 14    | 0     | 0     | 0     | 0        | 0     | 0     | 0        | --          | ----  | 74    | 17       | 17       | 4           | 8        | 1     | 0        | 10       | 1     | 0        | 12    | 12       | 6.35     | 1.47    |
| 1987     | 南海     | 10    | 0     | 0     | 0     | 0        | 0     | 0     | 0        | --          | ----  | 42    | 7.2      | 14       | 2           | 4        | 0     | 1        | 1        | 0     | 0        | 9     | 8        | 9.39     | 2.35    |
| 1989     | 中日     | 2     | 0     | 0     | 0     | 0        | 0     | 0     | 0        | --          | ----  | 4     | 0.2      | 2        | 0           | 0        | 0     | 0        | 0        | 0     | 0        | 0     | 0        | 0.00     | 3.00    |
| 通算:3年 | 通算:3年 | 26    | 0     | 0     | 0     | 0        | 0     | 0     | 0        | --          | ----  | 120   | 25.1     | 33       | 6           | 12       | 1     | 1        | 11       | 1     | 0        | 21    | 20       | 7.11     | 1.78    |

### 記録
- 初登板：1986年6月21日、対近鉄バファローズ9回戦（大阪スタヂアム）、8回表1死から4番手で救援登板・完了、1回2/3を1失点

### 背番号
- 10 （1986年 - 1989年途中）
- 42 （1989年途中 - 同年終了）